# Бокшић (Ђурђеновац)
Бокшић је насељено место у саставу општине Ђурђеновац у Осјечко-барањској жупанији, Република Хрватска.

## Историја
До територијалне реорганизације у Хрватској налазио се у саставу старе општине Нашице.

## Становништво
На попису становништва 2011. године, Бокшић је имао 433 становника.

## Попис1991.
На попису становништва 1991. године, насељено место Бокшић је имало 607 становника, следећег националног састава:
| Попис 1991.‍ | Попис 1991.‍ | Попис 1991.‍ | Попис 1991.‍ | Попис 1991.‍ |
| ----------- | ----------- | ----------- | ----------- | ----------- |
|             |             |             |             |             |
| Хрвати      | Хрвати      |             | 583         | 96,04%      |
| Југословени | Југословени |             | 5           | 0,82%       |
| Срби        | Срби        |             | 3           | 0,49%       |
| Македонци   | Македонци   |             | 1           | 0,16%       |
| Словаци     | Словаци     |             | 1           | 0,16%       |
| Словенци    | Словенци    |             | 1           | 0,16%       |
| непознато   | непознато   |             | 13          | 2,14%       |
| укупно: 607 |             |             |             |             |